# Stefi Jersch-Wenzel
Stefi Jersch-Wenzel (* 7. September 1937 in Berlin; † 29. Januar 2013 ebenda) war eine deutsche Historikerin, die sich vor allem mit der Geschichte der Juden in Deutschland befasst hat. Sie war lange Zeit Mitarbeiterin der Historischen Kommission zu Berlin.

## Leben
Jersch-Wenzel studierte Geschichte und wurde im Jahr 1964 an der TU Berlin promoviert mit einer Arbeit über Juden in städtischen Ehrenämtern: Jüdische Stadtverordnete und Stadträte in Berlin u. Breslau sowie in Schlesien und Posen, vor der Einführung der Städteordnung im Jahr 1808 bis zur Jahrhundertmitte.
Sie habilitierte sich – ebenfalls an der TU Berlin – im Jahr 1975 mit einer Arbeit über „Juden und Franzosen“ in der Wirtschaft des Raumes Berlin-Brandenburg zur Zeit des Merkantilismus. Anschließend war sie von 1978 bis 1995 Leiterin der „Sektion für deutsch-jüdische Geschichte“ der Historischen Kommission zu Berlin. Zwischen 1995 und 1998 war sie Gründungsdirektorin des Simon-Dubnow-Instituts für jüdische Geschichte und Kultur, einem An-Institut der an der Universität Leipzig. Sie hatte mehrere akademische und wissenschaftliche Ämter inne, bis 2007 war sie etwa stellvertretende Vorsitzende der Gesellschaft zur Erforschung der Geschichte der Juden (GEGJ).
Ihre letzte Ruhestätte fand Jersch-Wenzel auf dem Jerusalemsfriedhof III am Berliner Mehringdamm (Stelle: Abt. 341-U3-004).

## Schriften (Auswahl)
- mit Reinhard Rürup (Hrsg.): Quellen zur Geschichte der Juden in den Archiven der neuen Bundesländer. 7 Bände. Saur, München 1996–2001.
- mit François Guesnet (Hrsg.): Juden und Armut in Mittel- und Osteuropa. im Auftrag des Simon-Dubnow-Instituts für Jüdische Geschichte und Kultur e. V. Böhlau, Köln/ Weimar/ Wien 2000, ISBN 3-412-16798-3.
- mit Marianne Awerbuch (Hrsg.): Bild und Selbstbild der Juden Berlins zwischen Aufklärung und Romantik: Beiträge zu einer Tagung. (= Einzelveröffentlichungen der Historischen Kommission zu Berlin. Band 75). Colloquium-Verlag, Berlin 1992, ISBN 3-7678-0805-6.
- als Hrsg.: Deutsche – Polen – Juden: ihre Beziehungen von den Anfängen bis ins 20. Jahrhundert. Beiträge zu einer Tagung. (= Einzelveröffentlichungen der Historischen Kommission zu Berlin. Band 58). Colloquium-Verlag, Berlin 1987, ISBN 3-7678-0694-0.
- Stefi Jersch-Wenzel, Jochen Krengel (Bearbeiter): Die Produktion der deutschen Hüttenindustrie 1850 - 1914 : ein historisch-statistisches Quellenwerk, unter Mitarbeit von Bernd Martin, mit einem Vorwort von Otto Büsch und Wolfram Fischer, Colloquium-Verlag, Berlin 1984, ISBN 978-3-7678-0567-5, Reihe: Historische Kommission zu Berlin: Einzelveröffentlichungen der Historischen Kommission zu Berlin ; Bd. 43 : Quellenwerke.
- als Hrsg.: Fritz Vinzenz Grünfeld: Das Leinenhaus Grünfeld: Erinnerungen u. Dokumente. (= Schriften zur Wirtschafts- und Sozialgeschichte. Band 12). Duncker & Humblot, Berlin 1967. (teilweise online bei Google-Books)
- Jüdische Bürger und kommunale Selbstverwaltung in preussischen Städten 1808-1848, mit einem Vorwort von Hans Herzfeld, Berlin : de Gruyter 1967 (Reihe: Veröffentlichungen der Historischen Kommission zu Berlin beim Friedrich-Meinecke-Institut der Freien Universität Berlin ; Bd. 21).
- Stefi Jersch-Wenzel: Juden als Stadtbewohner. In: Informationen zur modernen Stadtgeschichte (IMS). Deutsches Institut für Urbanistik, 1987, S. 1-5, abgerufen am 16. Juni 2025.

## Wissenschaftliche Ämter (Auswahl)
- Vorstandsmitglied der Wissenschaftlichen Arbeitsgemeinschaft des Leo Baeck Instituts in der Bundesrepublik Deutschland
- Vorstandsmitglied des Forschungsinstituts für die Geschichte Preußens[5][6]
- Mitglied des Beirats von „Aschkenas. Zeitschrift für Geschichte und Kultur der Juden“
- Mitglied des Beirats des „Year Book“ des Leo Baeck Instituts
- Mitglied des Beirats der Otto und Martha Fischbeck-Stiftung (Förderung des Wissenschaftskollegs zu Berlin)
- Stellvertretende Vorsitzende der GEGJ e. V. bis 2007.